# Centrum Edukacji Przyrodniczej Uniwersytetu Jagiellońskiego
Centrum Edukacji Przyrodniczej – jednostka muzealno-dydaktyczna Uniwersytetu Jagiellońskiego, funkcjonująca na terenie III Kampusu UJ. Centrum gromadzi zbiory zoologiczne, geologiczne, antropologiczne i paleobotaniczne uniwersytetu, prezentowane do 2015 roku w czterech muzeach rozrzuconych na terenie miasta:
- Muzeum Zoologicznym,
- Muzeum Geologicznym,
- Muzeum Antropologicznym,
- Muzeum Paleobotanicznym.